# Rim Ayari
Pour les articles homonymes, voir Ayari.
Rim Ayari, née le 6 novembre 1992, est une lutteuse tunisienne.

## Carrière
Rim Ayari remporte la médaille d'or lors des championnats d'Afrique de lutte en 2015 en moins de 55 kg, la médaille d'argent en 2016 en moins de 55 kg et la médaille de bronze en 2011 en moins de 59 kg, en 2014 en moins de 60 kg et en 2017 en moins de 55 kg.
Elle est aussi médaillée de bronze en moins de 55 kg aux Jeux africains de 2015.